# Profesor Isjirkovo
Profesor Isjirkovo (bulgariska: Професор Иширково) är ett distrikt i Bulgarien.   Det ligger i kommunen Obsjtina Silistra och regionen Silistra, i den nordöstra delen av landet, 300 km öster om huvudstaden Sofia.
Trakten runt Profesor Isjirkovo består till största delen av jordbruksmark. Runt Profesor Isjirkovo är det glesbefolkat, med 15 invånare per kvadratkilometer.